# Le Livre noir de la Révolution française
Pour les articles homonymes, voir Livre noir.
Le Livre noir de la Révolution française (2008) est un ouvrage rédigé par un collectif d'historiens et journalistes, publié chez les Éditions du Cerf, dans la collection « L'Histoire à vif ». Il affirme vouloir montrer la « vérité » sur la Révolution française.

## Contenu
L'ouvrage, dirigé par le frère dominicain Renaud Escande, comprend une cinquantaine d'articles répartis en trois parties :
- « les faits », comprenant une vingtaine de notices historiques assez courtes rédigées par les différents contributeurs. Ainsi, Jean-Christian Petitfils est l'auteur d'une notice sur « Louis XVI et la révolution de la souveraineté : 1787-1789 », qui décrit l'affrontement de trois souverainetés : la souveraineté royale d'un Louis XVI, présenté comme un roi réformateur, la souveraineté nationale incarnée par l'Assemblée à partir de juin 1789 et la souveraineté populaire, apparue lors de la journée du 10 août 1792 ; Jean Tulard écrit sur Napoléon et la Révolution et Emmanuel Le Roy Ladurie analyse le climat à l'époque révolutionnaire, tandis que Stéphane Courtois fait le parallèle entre la Révolution française et la révolution russe.
- « le Génie », présentant vingt penseurs qui vont du contre-révolutionnaire  Joseph de Maistre à la philosophe Hannah Arendt parmi lesquels Malesherbes, Antoine de Rivarol, Jules Barbey d'Aurevilly, Antoine Blanc de Saint-Bonnet, Juan Donoso Cortés, Friedrich Nietzsche, François-René de Chateaubriand, Honoré de Balzac, Augustin Cochin, Georges Bernanos.
- « une Anthologie » de textes sur la Révolution : extraits de discours, de procès-verbaux du club des Jacobins, de lettres de représentants en mission, mais aussi passages d'ouvrages d'Hippolyte Taine, d'Augustin Barruel, d'Augustin Cochin ou de Joseph de Maistre.

Dépourvu de préface et d'introduction, l'ouvrage comporte, en tête, un texte de Pierre Chaunu datant de l'époque des célébrations du bicentenaire de la Révolution. Et il dispose d'un cahier iconographique de 16 pages.

## Liste des auteurs
- Jacques Alibert
- Pascale Auraix-Jonchière
- Michaël Bar-Zvi
- Henri Beausoleil
- Christophe Boutin
- Isabelle Brancourt
- Jean-Pierre Brancourt
- Bruno Centorame
- Jean-Marie Charles-Roux
- Pierre Chaunu
- Stéphane Courtois
- Marc Crapez
- Dominique Decherf
- Jean des Cars
- Ghislain de Diesbach
- Jean Dumaine
- Renaud Escande
- Bernard Fixes
- Alexandre Gady
- Jacques Charles-Gaffiot
- Jean-François Galinier-Pallerola
- Stéphane Giocanti
- Pierre Glaudes
- Jacques de Guillebon
- Fabrice Hadjadj
- Tancrède Josseran
- Philippe Lavaux
- Emmanuel Le Roy Ladurie
- Xavier Martin
- Frédéric Morgan
- Alain Néry
- Arnaud Odier
- Paul-Augustin d'Orcan
- Dominique Paoli
- Jean-Christian Petitfils
- Jean-Michel Potin
- Pierre-Emmanuel Prouvost d’Agostino
- Frédéric Rouvillois
- Jonathan Ruiz de Chastenet
- Reynald Secher
- Jean Sévillia
- Renaud Silly
- Rémi Soulié
- Jean Tulard
- Sarah Vajda
- Jean de Viguerie
- Gregory Woimbée

## Revue de presse

### Critiques favorables
Christian Makarian, dans L'Express, considère l'ouvrage « comme une série d'articles érudits, voire passionnants, qui ne suffit pas à bâtir un propos décisif. »
Pour Jean-Marc Bastière, dans le Figaro Magazine, « si les articles sont d'une valeur parfois inégale, ce beau travail se caractérise par sa richesse et sa hauteur de vue. »
Valeurs actuelles a publié une présentation de Jean Tulard, contributeur de l'ouvrage, qui affirme : « Il était logique qu'après un Livre noir du communisme, paru en 1997, suivît un Livre noir de la Révolution française, onze ans plus tard, livre noir rédigé par plus de quarante collaborateurs. N'en attendons pas un réquisitoire passionné contre dix ans de notre histoire, mais une remise en perspective de faits dont la violence parle d'elle-même et la réhabilitation d'idées qui ont été jusqu'à ces dernières années soigneusement occultées. »
Le trimestriel royaliste Les Épées a publié un dossier en faveur de l'ouvrage et assuré sa promotion.
Dans la revue catholique traditionaliste Objections, l'abbé Guillaume de Tanoüarn retrace le processus qui a conduit à la publication de l'ouvrage, remarquant que, si la Révolution française « ne cesse de générer » des critiques, « critiques positives, critiques négatives, [...] un Livre noir portera davantage sur le négatif ».

### Critiques défavorables
Ce livre a reçu un accueil critique dans la presse et de la part de plusieurs historiens. Plusieurs journaux ont mis en avant son caractère très orienté et sa médiocre qualité, le jugeant « à charge » et « mal bâti » pour Le Monde, « aussi partial et aux références tout aussi datées » que Les Origines de la France contemporaine d'Hippolyte Taine « à la fin du XIXe siècle » mais moins « agréable à lire » pour Jacques de Saint Victor dans Le Figaro, « bâclé », « jargonneur » et typique des déviances de notre temps pour Mona Ozouf dans Le Nouvel Observateur.
Pour L’Histoire, « cette extravagante construction a mobilisé deux ou trois bons historiens, prudemment retranchés derrière des contributions sans rapport direct avec la noirceur escomptée », « le cœur de la démonstration » étant laissé aux « sans-grade ».
Dans le journal Le Monde, Pierre Assouline, quant à lui, s'étonne de ce livre. « Comment des historiens chevronnés à la réputation aussi établie que Emmanuel Le Roy-Ladurie et Jean Tulard ont-ils pu la mettre en péril en se laissant embarquer dans cette galère ? », se demande-t-il. Pierre Assouline critique la « vision binaire et manichéenne » de l'ouvrage, jugeant que l'historiographie a « fait des progrès depuis Louis de Bonald et Augustin Cochin. » .
Pour sa part, Jean-Clément Martin voit dans cet ouvrage « une critique catholique de la Révolution, proche de l’intégrisme même », qui condamne non seulement les violences révolutionnaires, mais les philosophes des Lumières, et considère que « tout ce qui est révolutionnaire est mauvais » et qu'« il faudrait donc revenir aux valeurs tirées de la contre-révolution, et plus précisément de son aile radicale et clairement catholique ». 
Dans un compte-rendu paru dans les Annales historiques de la Révolution française, Hervé Leuwers juge, quant à lui, que « la manipulation vient se mêler au discours prétendument historique » et que « l'ouvrage s'inscrit dans le registre politique et religieux, et non dans le champ de l'histoire ». Il critique en particulier une « bibliographie [...] lacunaire, ou clairement orientée ».

### Réactions des auteurs
Jean-Christian Petitfils, auteur d'une notice, également invité du Forum de l'histoire, souligne la « diversité » du livre, qu’il qualifie de « Mélanges » (ouvrage universitaire et savant auxquels contribuent plusieurs spécialistes). Il réfute la qualification de contre-révolutionnaire en faisant prévaloir une étude plus objective de l'Ancien Régime  sous Louis XVI.
Renaud Escande répond aux critiques des journalistes dans l'émission radiophonique Un jour dans l'Histoire sur Canal Académie. Avec Jean de Viguerie, il s'est plaint du refus de certains historiens de contribuer à la rédaction de ce livre et de leur hostilité à son égard lors de sa parution.

## L’écho hors de France
Ce livre a connu un écho relatif en Espagne, en Italie, et au Royaume-Uni.